# Karin Aust-Dodenhoff
Karin Aust-Dodenhoff (geboren 20. November 1946 in Bremen) ist eine deutsche Juristin, ehemalige Richterin und Gerichtspräsidentin. Sie war von 1995 bis 2006 die erste Frau an der Spitze des Landesarbeitsgerichts Berlin. Ab dem 1. Januar 2007 führte die Juristin das Landesarbeitsgericht Berlin-Brandenburg. Sie hatte das Amt der Gerichtspräsidentin bis zu ihrer Pensionierung am 1. April 2011 inne.

## Ausbildung
Noch während ihrer Schulzeit zog die spätere Juristin von Bremen nach Berlin um. Nach dem Abitur studierte sie ab 1966 Rechtswissenschaften an der Freien Universität Berlin.
Vier Jahre lang arbeitete sie während ihres Studiums als studentische Hilfskraft. Zwischenzeitlich studiert sie zwei Semester französisches Zivilrecht an der Universität des Saarlandes.
Sie beendete das Studium 1972 mit der Ersten Juristischen Staatsprüfung. Nach dem anschließenden dreijährigen Rechtsreferendariat am Berliner Kammergericht absolvierte sie 1975 die Zweite Juristische Staatsprüfung.

## Karriere
Nach bestandener Probezeit wurde sie Richterin am Arbeitsgericht Berlin.
1988 wurde Karin Aust-Dodenhoff zur Vorsitzenden Richterin am Landesarbeitsgericht Berlin ernannt.
Ab 1995 nahm sie für die folgenden 16 Jahre Führungspositionen an zwei Obergerichten wahr. Zunächst wurde sie am 28. Juni 1995 zur Präsidentin des Landesarbeitsgerichts Berlin bestellt. Nun standen Verwaltungsaufgaben im Vordergrund. So war sie beispielsweise für die Auswahl von einzustellenden Richterinnen und Richtern und für deren Beurteilung zuständig und hatte das Vorschlagsrecht bei Beförderungen. Auch die Digitalisierung war ein wichtiger Baustein. „Meine Aufgabe ist es, das Gericht nach außen zu repräsentieren und für den effizienten Gerichtsablauf auch in sachlicher Hinsicht Sorge zu tragen“, fasste Karin Aust-Dodenhoff ihr Aufgabengebiet zusammen.
Vom 1. Januar 2007 bis zum Beginn ihres Ruhestands am 1. April 2011 war sie Präsidentin des neu geschaffenen Landesarbeitsgerichts Berlin-Brandenburg.

## Ämter und Mitgliedschaften
- Mitglied im Deutschen Juristinnenbund[2]
- Mitglied im Justizprüfungsamt[2]
- 2005: Leiterin der Einigungsstelle (Erarbeitung eines Sozialplans) für die Spar-Handels AG[3]
- 2006: Vorsitzende der Schlichterstelle für Mitarbeiter zum Ausgleich der Interessen und zum Abschluss eines Sozialplanes bei der Bosch und Siemens Hausgeräte (BSH)[4]
- 2017/2018: Beirat der Juristischen Gesellschaft zu Berlin[5]

## Engagement
Als Leiterin von Arbeitsgemeinschaften leistete sie ihren Beitrag zur Weiterbildung junger Juristinnen und Juristen während der Referendarzeit. Auch als Schulungsleiterin und Referentin gab sie ihr fundiertes Wissen weiter. So sprach sie etwa 2010 im Rahmen der Ortstagung der Europa-Universität Viadrina in Frankfurt (Oder) über die aktuelle Rechtsprechung des Landesarbeitsgerichts Berlin-Brandenburg.
Sie machte ihren Einfluss geltend, um Frauen am Landesarbeitsgericht zu einer besseren Vereinbarkeit von Familie und Beruf zu verhelfen.
Sie setzte sich für das Ansehen der Justiz ein: 2009 hatte das Landesarbeitsgericht Berlin ein Urteil bestätigt, das die Rechtmäßigkeit der Kündigung einer Kassiererin wegen Unterschlagung von 1,30 Euro feststellte (sogenanntes "Pfandbon-Urteil"). Bundestagsvizepräsident Wolfgang Thierse nannte die Entscheidung „asozial“ und „barbarisch“. Daraufhin bezeichnete die Gerichtspräsidentin Thierses Äußerungen als „untragbar“. Karin Aust-Dodenhoff mahnte eine sachliche Auseinandersetzung mit der Rechtsprechung an: Diffamierungen der Gerichte, zumal von einem der höchsten Repräsentanten des Landes, seien nicht hinnehmbar. Vielmehr trügen sie dazu bei, das Vertrauen der Bevölkerung in die Rechtsprechung zu beeinträchtigen. Außerdem griffen sie in die Unabhängigkeit der Gerichte ein. Wolfgang Thierse relativierte später seine Äußerung und ließ wissen, sie sei seiner Empörung geschuldet gewesen.

## Privatleben
Ihr Vater war der Bundesrichter Wilhelm Dodenhoff. Die Juristin ist Italienliebhaberin.